# Charles Vanden Bulck Bridge
De Charles Vanden Bulck Bridge is een herdenkingsbrug als eerbetoon aan de Belgisch-Amerikaanse administratief directeur van het Manhattanproject Charles Vanden Bulck. De brug overspant de rivier Clinch op de Tennessee State Route 95 (White Wing Road) tussen Loudon County en Roane County, in de Amerikaanse staat Tennessee.

## Naam
De brug kreeg haar naam bij de inhuldiging op 25 mei 1963 ter herinnering aan de in 1962 overleden Charles Vanden Bulck, beambte van de Atomic Energy Commission en luitenant-kolonel van de United States Army Corps of Engineers. De in Antwerpen geboren Van den Bulck was in de periode 1943-1946 de Chief Administration and Procurement van het Manhattanproject in het nabijgelegen Oak Ridge (Tennessee), auditeur van de United States Army Corps of Engineers en nadien special assistant to the general manager van de Atomic Energy Commission. 
De naam van de brug werd op 2 maart 1965 bekrachtigd door gouverneur Frank G. Clement via de Public Act, House Resolution No. 37 tijdens de 48ste General Assembly of the State of Tennessee.

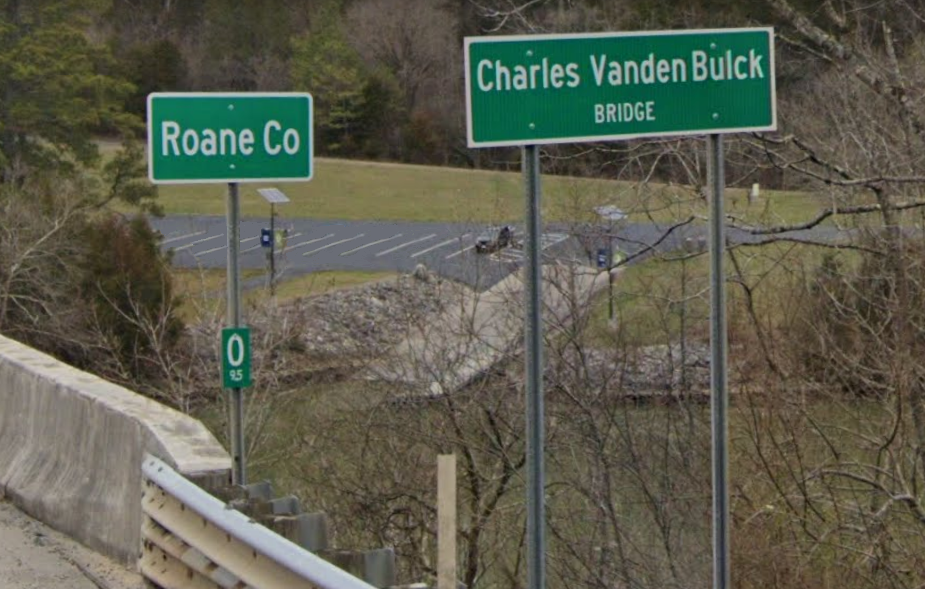
Naamplaten
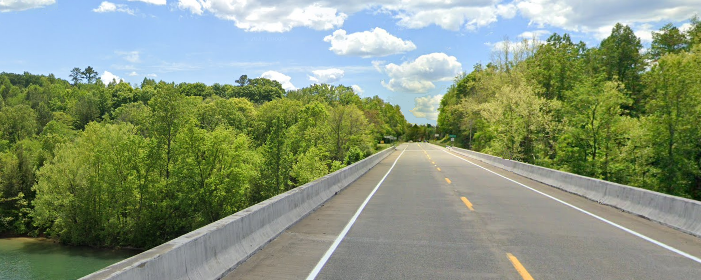
Rijbaanzicht
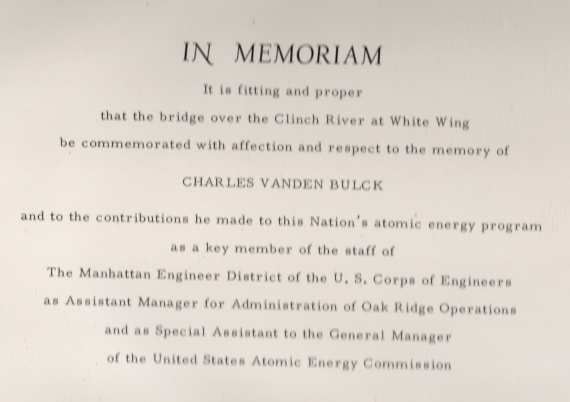
Krantenartikel Charles Vanden Bulck Bridge
- Charles Vanden Bulck - In Memoriam

## Beschrijving
Het is een betonnen constructie met licht groene zijkanten, ondersteund door twee pilaren en met twee autorijbanen waarvan een in elke richting. Deze moderne brug verving de oude White Wing-drijfbrug die op zich de White Wing-ferry verving.
Vlak naast de brug ligt de Melton Hill Dam Tailwater Ramp boothelling met een vlotte toegang tot de Clinch rivier of de Pellissippi (kronkelende wateren) zoals de oorspronkelijke Amerikanen hem noemden. Lokaal is deze helling meer bekend als de (Charles) Vanden Bulck Ramp, Charles Vanden Bulck Bridge Boat Ramp of White Wing Ramp.